# 老品種作物
老品種作物，美國稱為傳家寶品種（英語：heirloom variety），指流傳已久的傳統農作物品種，不需要通過雜交來保持性狀的穩定遺傳，通常以開放授粉留種的方式代代相傳。如今由於現代雜交品種的推廣，許多老品種已不再常見，有些甚至瀕臨失傳。